# Рейсмус

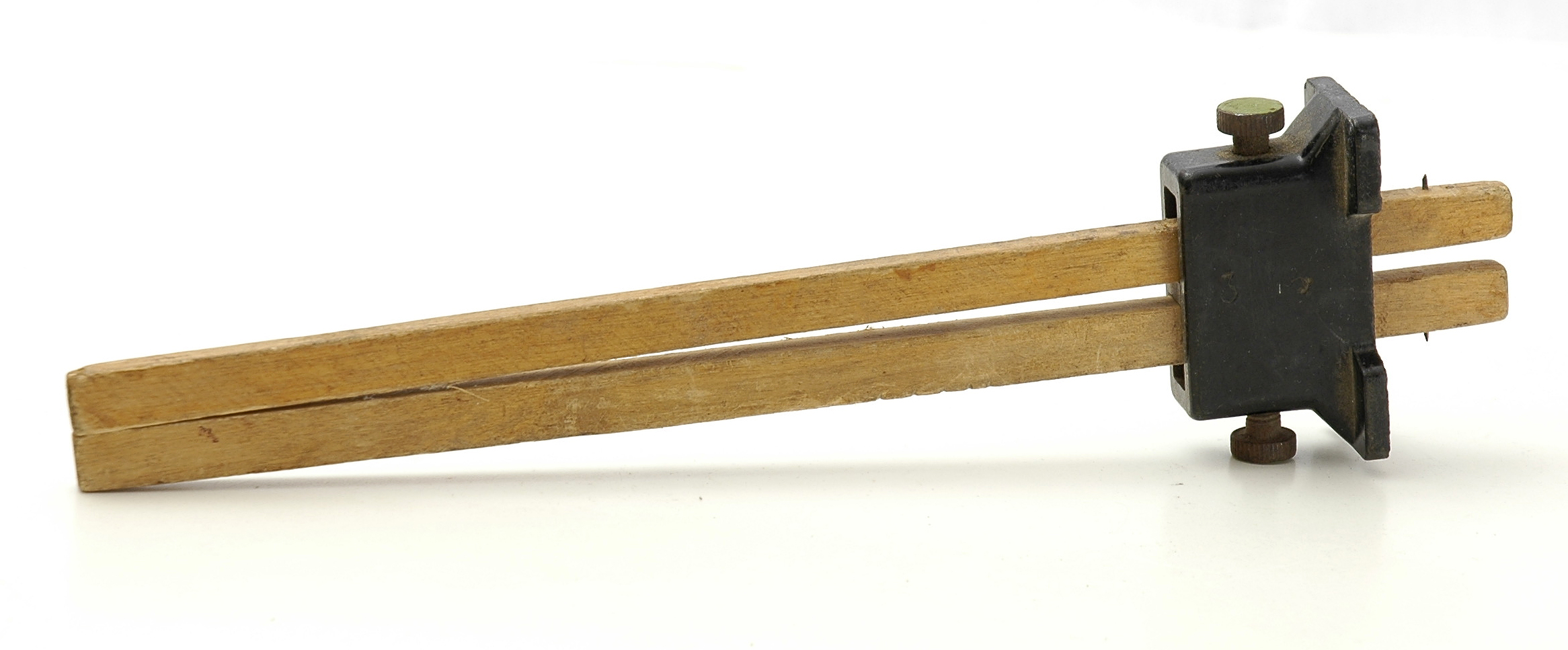
Рейсмус — инструмент для разметки, создающий равноудалённые линии

Скоба

Рейсмус, или рейсмас (из нем. Reißmaß) — инструмент для проведения на заготовке разметочных линий, параллельных выбранной базовой линии, или перенесения размеров с чертежей на заготовку.
Обычно представляет собой стойку с зажимом, в котором закрепляется чертилка. 

Рейсмусы могут изготавливаться из дерева твёрдых пород и представляют собой колодку с прямоугольным отверстием, в которой с помощью клина или винта закрепляются одна или две рейки. На одном из концов реек установлены заостренные металлические штыри. Рейсмус с двумя рейками используется, например, для разметки шипов и гнёзд для них в столярном деле.
Для одновременного прочерчивания большего количества линий или в случае, когда нет необходимости в изменении размеров, вместо рейсмуса может быть использована скоба (скобка). Скоба представляет собой деревянный брусок с направляющим выступом, в который забито необходимое количество гвоздей.

## Штангенрейсмас

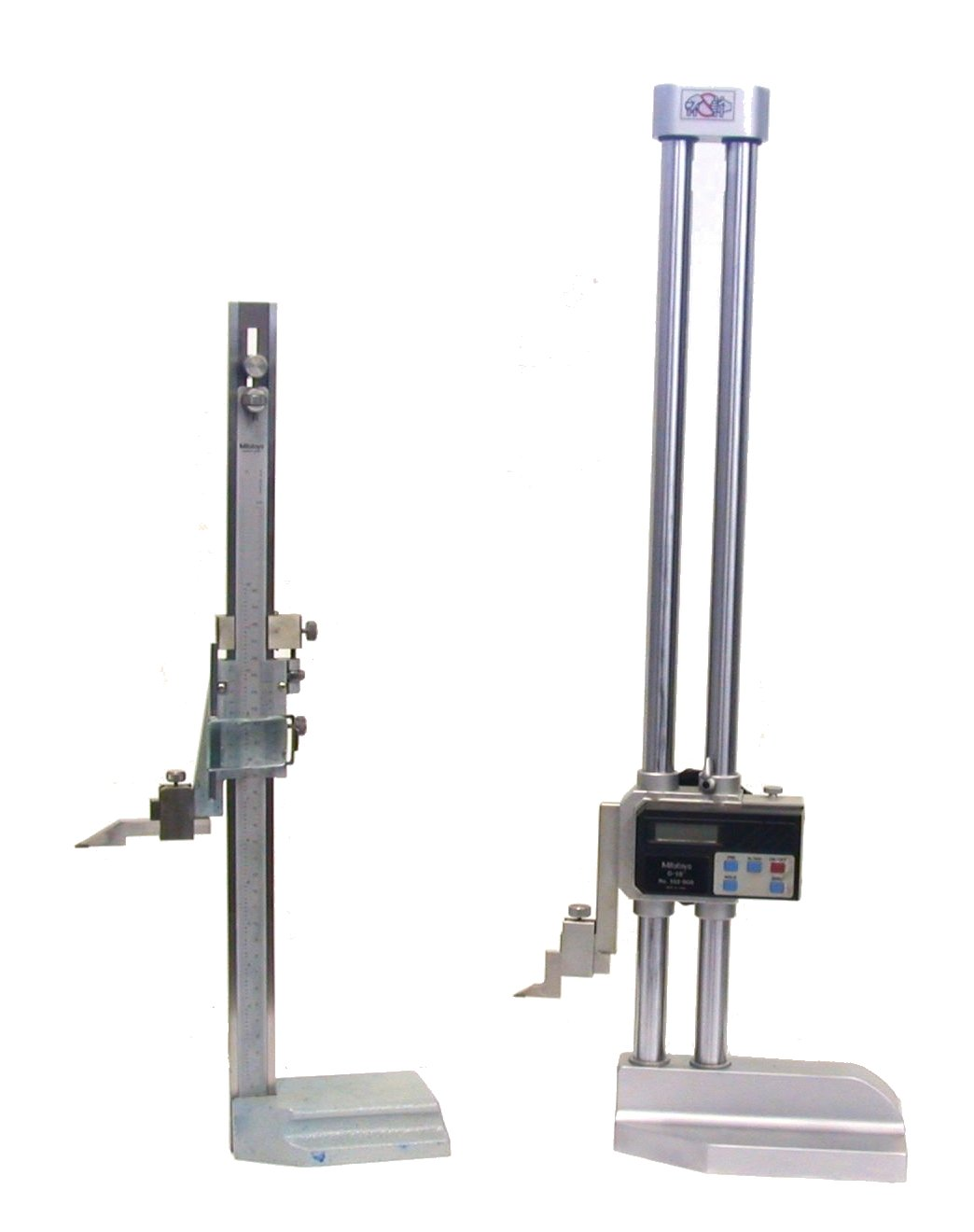
Штангенрейсмас

Штангенрейсмас (штангенрейсмус) используется для измерения высот и разметки изделий, установленных на плите. Штангенрейсмас состоит из штанги, жестко связанной с основанием. По штанге перемещается рамка с нониусом, как у штангенциркуля. Рамка имеет кронштейн, на котором закреплена измерительная или разметочная ножка.

## Фотогалерея

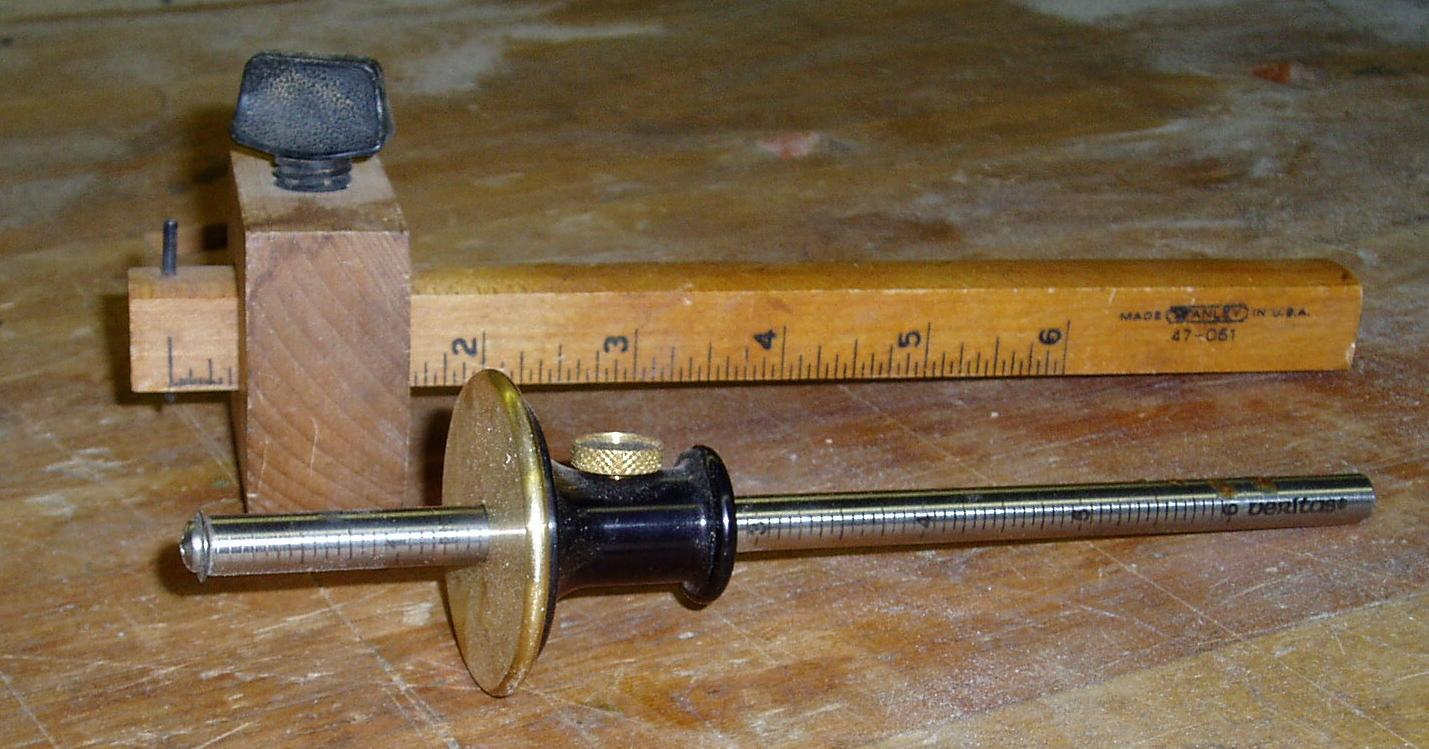
Рейсмусы
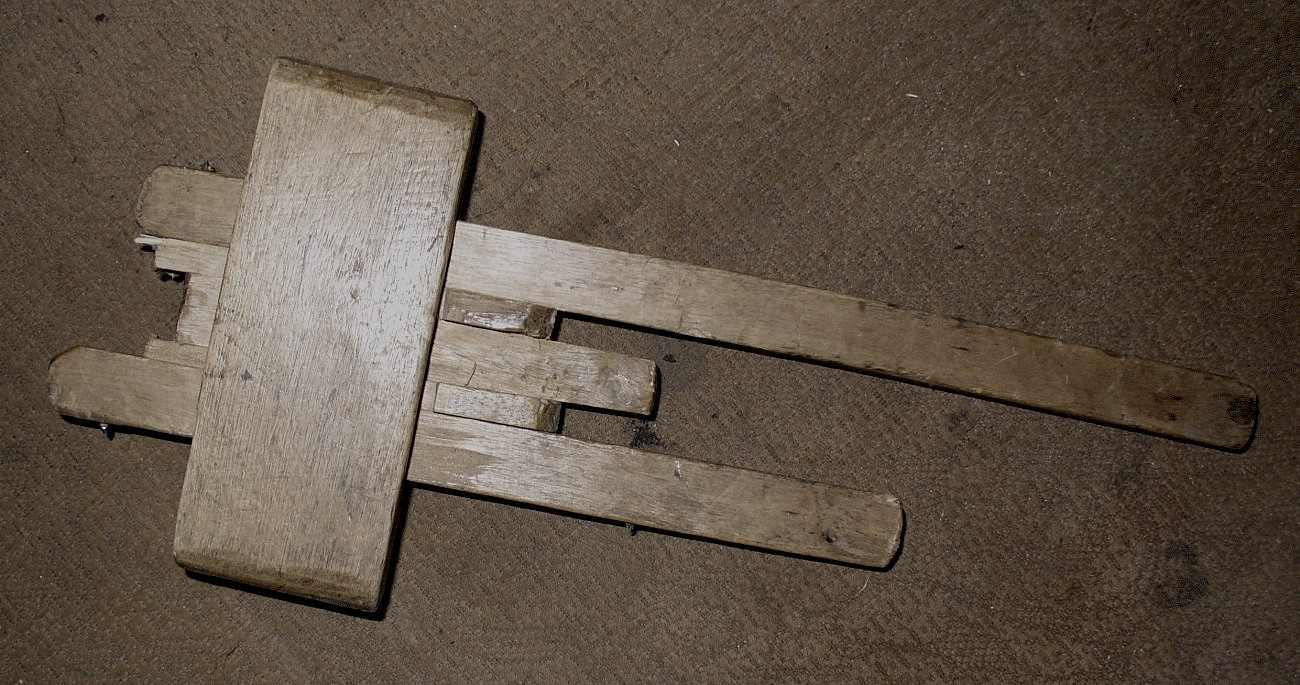
Деревянный рейсмус
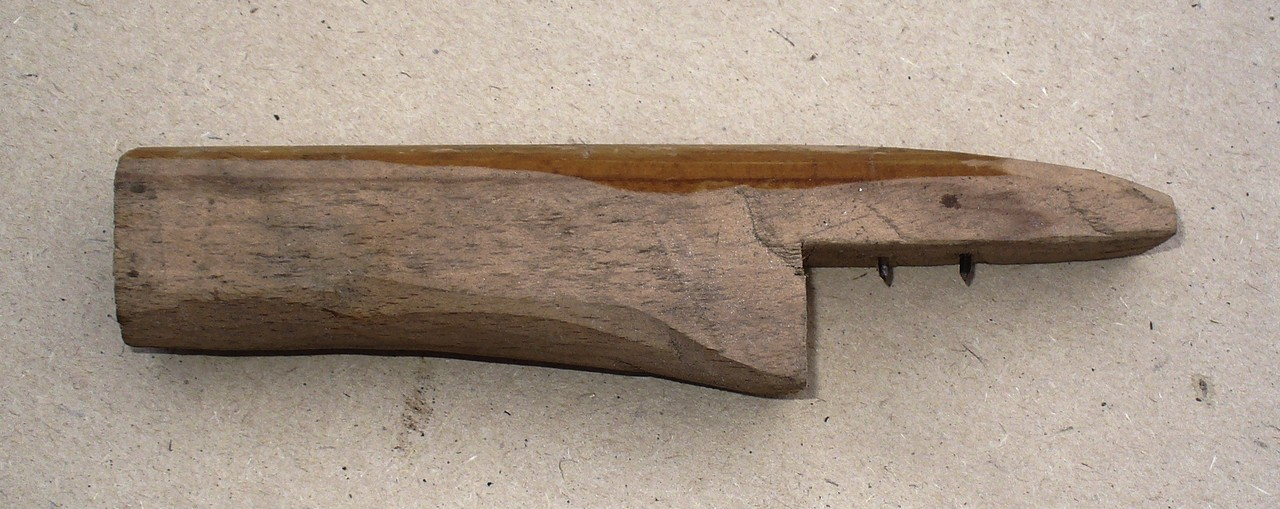
Скоба